# Heinrich Aumund
Heinrich Aumund (* 10. April 1873 in Osterholz; † 24. Februar 1959 in Homberg (Niederrhein)) war ein deutscher Maschinenbauingenieur, Unternehmer und Hochschullehrer.

## Leben
Aumund war der Sohn eines Landwirts und besuchte das Gymnasium in Bremen. Danach studierte er Maschinenbau, zunächst an der Technischen Hochschule Darmstadt und später an der Technischen Hochschule Hannover, wo er sein Studium mit der Diplom-Hauptprüfung abschloss. Seine berufliche Tätigkeit begann in der Konstruktionsabteilung für Fördertechnik der Maschinenfabrik Julius Pohlig in Köln. 1908 wurde er ordentlicher Professor für Hebemaschinen und Förderanlagen an der Technischen Hochschule Danzig. Von 1915 bis 1917 war er Vorstandsmitglied im Verein Deutscher Ingenieure (VDI). 1921 wurde ihm die Verwaltung der Technischen Hochschulen in Preußen und die Durchführung einer Hochschulreform übertragen. Von 1922 bis 1935 war er ordentlicher Professor und Direktor des Instituts für Fördertechnik an der Technischen Hochschule Berlin.
In der Freien Stadt Danzig schloss er sich der Freien Wirtschaftlichen Vereinigung an. Von 1919 bis 1920 gehörte er für diese dem Volkstag an.
1922 gründete Heinrich Aumund die Aumund Fördertechnik GmbH und übernahm nach seinem Ausscheiden aus dem Hochschuldienst deren Leitung.

## Auszeichnungen
- Ehrendoktorwürde der Technischen Hochschule Danzig (als Dr.-Ing. E. h.)
- Ehrensenator der Technischen Universität Berlin